# Queer as Folk (2022)
Queer as Folk é uma série de televisão dramática criada para Peacock por Stephen Dunn. É uma releitura da série de televisão britânica de 1999 do Channel 4, Queer as Folk, criada por Russell T Davies. A série foi lançada em 9 de junho de 2022. A reinicialização foi cancelada após uma temporada em 23 de setembro de 2022.

## Premissa
Ambientada em Nova Orleães, a série segue um grupo diversificado de amigos que têm suas vidas transformadas após um tiroteio em uma boate queer chamada Babylon. O grupo luta contra vulnerabilidade, vício, tristeza e relacionamentos.

## Elenco e personagens

### Principal
- Fin Argus como Mingus - um adolescente não binário e estudante do ensino médio que é uma aspirante a drag queen. Eles[a] estavam se apresentando no palco quando o atirador entrou no bar. Eles foram salvos do tiroteio quando Brodie se jogou na frente. Mingus fica apaixonado por Brodie.
- Candace Grace (CG) como Shar - parceira de Ruthie. Shar dá à luz gêmeos na noite do tiroteio. Brodie é o doador de esperma, apesar do fato de Shar desaprovar Brodie principalmente. Shar usa pronomes eles/deles e o termo parental "Zaddy".
- Jesse James Keitel como Ruthie O'Neil - parceira de Shar e melhor amiga de Brodie desde que estudaram juntos no ensino médio católico. Ruthie é uma mulher trans e professora de inglês na escola frequentada por Mingus.
- Ryan O'Connell como Julian Beaumont - irmão de Brodie. Brodie não tinha ideia de que Julian era gay até que Julian foi preso por fazer sexo no banheiro do shopping.
- Johnny Sibilly como Noah Hernandez - ex-namorado de Brodie. Noah é um advogado que, após a morte de seu amante, Daddius, no tiroteio na Babylon, luta contra o vício e a dor. A nova festa Ghost Fag é realizada em sua casa. Noah manteve seu relacionamento com Daddius em segredo de Brodie.
- Devin Way como Brodie Beaumont – o complicado protagonista. Brodie abandona a faculdade de medicina para voltar para casa, em NOLA. Brodie luta para se reconectar com seu ex-parceiro Noah, bem como com amigos e familiares. Na noite do tiroteio na Babylon, ele leva uma bala no braço salvando Mingus do atirador. Na mesma noite, seu amigo Shar (a parceira deles[a] Ruthie) dá à luz gêmeos, dos quais ele é doador de esperma/pai biológico.

### Recorrente
- Kim Cattrall como Brenda Beaumont, a excêntrica mãe de Brodie e Julian.
- Juliette Lewis como Judy, a mãe de espírito livre de Mingus.
- Ed Begley Jr. como Winston Beaumont, o marido rico de Brenda e pai de Brodie e Julian.
- Armand Fields como Bussey, líder da comunidade LGBTQ+ e drag queen. Trabalhou na Babylon para organizar performers e dá aula sobre performance drag. Na noite do tiroteio, eles ignoram os ferimentos para garantir que os membros da comunidade não sejam aproveitados pela mídia. Bussy assume seu antigo papel quando Ghost Fag estreia.
- Chris Renfro como Daddius Miller, que era o melhor amigo de Brodie e amante secreto de Noah. Daddius é morto na Babylon na noite do tiroteio.
- Eric Graise como Marvin, que conhece Brodie e Mingus na noite do tiroteio na Babylon. Marvin leva Mingus para dentro do clube, pedindo-lhes que ajudem a subir a cadeira de rodas devido à falta de rampa. Brodie, que está fumando um cigarro quando isso ocorre, junta-se para ajudar. Marvin defende que a vida noturna seja mais acessível às pessoas com deficiência. Marvin usa o dinheiro do fundo de sobreviventes para pagar pelos serviços de Ali, mas acaba desenvolvendo sentimentos mútuos um pelo outro.
- Sachin Bhatt como Ali, um trabalhador do sexo contratado por Marvin para a "experiência de namorado", mas eventualmente desenvolve sentimentos por Marvin.
- Benito Skinner como Jack Cole Jordan

### Convidado
- Nyle DiMarco como Leo, um trabalhador do sexo contratado por Brodie para fazer sexo com Julian
- Big Freedia como convidados da festa da Babylon
- Lukas Gage como Eric
- Megan Stalter como Meg
- Olli Haaskivi como George
- Calvin Seabrooks como Taylor
- Cameron Hathcock como Mark

## Episódios
| N.º | Título                        | Dirigido por      | Escrito por                    | Lançamento         |
| --- | ----------------------------- | ----------------- | ------------------------------ | ------------------ |
| 1   | "Babylon"                     | Stephen Dunn      | Stephen Dunn                   | 9 de junho de 2022 |
| 2   | "Blocked"                     | Satya Bhabha      | Jaclyn Moore & Brontez Purnell | 9 de junho de 2022 |
| 3   | "Welcum to the Hellmouth"     | Satya Bhabha      | Stephen Dunn & Des Moran       | 9 de junho de 2022 |
| 4   | "#F*ck Disabled People"       | Brian Dannelly    | Ryan O'Connell & Alyssa Taylor | 9 de junho de 2022 |
| 5   | "Choke"                       | Brian Dannelly    | Roxane Gay & Azam Mahmood      | 9 de junho de 2022 |
| 6   | "Pretend You're Someone Else" | Ingrid Jungermann | Jaclyn Moore & Sarah Link      | 9 de junho de 2022 |
| 7   | "Problemática"                | Stephen Dunn      | Stephen Dunn & Ryan O'Connell  | 9 de junho de 2022 |
| 8   | "Sacrilege"                   | Stephen Dunn      | Des Moran & Maia Golden        | 9 de junho de 2022 |

## Produção

### Desenvolvimento
Em dezembro de 2018, foi anunciado que a Bravo havia colocado em desenvolvimento uma reinicialização de Queer as Folk, com Stephen Dunn definido para escrever e dirigir, com Russell T Davies definido como produtor executivo. No entanto, em agosto de 2019, foi anunciado que a série estava agora em desenvolvimento na Peacock. Em abril de 2021, Peacock encomendou a série.
Dunn indicou que esta encarnação da série foi inspirada diretamente na série original de Davies como um "ponto de partida", afirmando que ele não levou em consideração a adaptação do Showtime.
Dunn montou a sala do escritor enquanto estava isolado no condomínio de sua mãe em São João da Terra Nova devido à pandemia de COVID-19. Toda a equipe de roteiristas acabou sendo queer, exceto um assistente de redator. Devido à baixa audiência, em 23 de setembro de 2022, a série foi cancelada após uma temporada.

### Elenco
Em agosto de 2021, Jesse James Keitel se juntou ao elenco em um papel regular na série. Em setembro de 2021, Candace Grace, Johnny Sibilly, Devin Way, Fin Argus e Ryan O'Connell se juntaram ao elenco em papéis regulares na série. Em novembro de 2021, Kim Cattrall se juntou ao elenco de forma recorrente. Em dezembro de 2021, Juliette Lewis, Ed Begley Jr., Armand Fields, Chris Renfro, Eric Graise, Sachin Bhatt e Benito Skinner se juntaram ao elenco em caráter recorrente. Em março de 2022, foi anunciado que Lukas Gage, Megan Stalter, Olli Haaskivi e Calvin Seabrooks se juntaram ao elenco como convidados.

### Filmagem
A filmagem começou em outubro de 2021, em Nova Orleães, Louisiana.

## Lançamento
A série foi lançada em 9 de junho de 2022, no Peacock. Na Austrália, a série estreou no Stan em 10 de junho de 2022. A série foi ao ar no Canadá no Showcase começando em 26 de junho de 2022, como parte do acordo de produção do proprietário Corus Entertainment com a NBCUniversal para a programação original do Peacock. A série foi escolhida pela Starzplay para distribuição no Reino Unido, em vários países da Europa continental e na América Latina. No Reino Unido, estreou em 1º de julho de 2022 e em outros territórios em 31 de julho de 2022.

## Recepção
O site agregador de resenhas Rotten Tomatoes relatou um índice de aprovação da crítica de 80%, com uma classificação média de 7,6/10, com base em 20 resenhas críticas. O consenso dos críticos do site diz: "Alastrando-se ao máximo, mas repleto de personagens adoráveis e ressonância cultural, Queer as Folk atualiza com sucesso um divisor de águas na representação LGBTQ para uma nova era." Muitos críticos elogiaram a diversidade da nova era, com The Guardian escrevendo "Queer As Folk encontra maneiras cada vez mais deliciosas e delirantes de oferecer histórias espinhosas e arcos de personagens que se recusam a nivelar ou homogeneizar a comunidade LGBTQ+... O elenco e os personagens são muito mais diversos do que as versões anteriores em termos de raça, identidade de gênero, sexualidade e níveis de habilidade física." No entanto, a recepção do público em geral foi menos favorável, com um índice de aprovação do Rotten Tomatoes de apenas 44%. O Metacritic, que usa uma média ponderada, atribuiu uma pontuação de 53 em 100 com base em 8 críticos, indicando uma recepção mais mista.
Embora os críticos tenham sido geralmente positivos, alguns críticos e o público nunca gostaram da nova iteração e o show foi cancelado após apenas uma temporada. Camilla Long, do The Times, escreve "O programa da Peacock traça uma linha tênue entre representar comunidades marginalizadas e potencialmente explorar seu trauma... Queer as Folk sempre pareceu perigoso e interessante, como se estivéssemos espiando um mundo que não deveríamos. O reboot parece cansado, como se estivéssemos assistindo coisas que já vimos centenas de vezes antes." E Richard Lawson em sua crítica da Vanity Fair escreve "O novo Queer as Folk fica atolado na tragédia... Mas é isso que Queer as Folk deveria ser? Depois de assistir toda a primeira temporada, acho que minha resposta é não." Alguns críticos notaram que era difícil se relacionar com os personagens, com The Boston Globe escrevendo "Há muita emoção acontecendo, e as questões em jogo são claras o suficiente, mas não há profundidade de personagem e calor suficiente no ar. Os personagens parecem egocêntricos e, infelizmente, seu histrionismo e lutas românticas não me comoveram."